# Bernuy de Coca
Bernuy de Coca es una localidad, constituida como Entidad Local Menor, del municipio de Santiuste de San Juan Bautista en la provincia de Segovia en el territorio de la Campiña Segoviana, en la comunidad autónoma de Castilla y León, España. Hasta el año 1970 era municipio independiente Se constituye en Entidad Local Menor desde el 25 de agosto de 1978. En 2023 tenía una población de 15 habitantes.
Pertenece a la Comunidad de Villa y Tierra de Coca, de la que forma parte desde su fundación, previa a 1247, cuando se cita por primera vez como Bernuy en el archivo de la Catedral de Segovia. Está situada a una distancia de 46 km de Segovia, la capital provincial; a 50 km de Ávila, y a 49 km de Valladolid.
En su término local se encuentra el despoblado de Tureganillo.

## Geografía humana

### Demografía
| Gráfica de evolución demográfica de Bernuy de Coca entre 1842 y 1960 |
| |
| Población de derecho según los censos de población del INE Población de hecho según los censos de población del INEEn estos censos se denominaba Bernúy de Coca: 1900, 1910, 1920, 1930, 1940, 1950 y 1960 Entre el censo de 1970 y el anterior, este municipio desaparece porque se integra en el municipio 40189 (Santiuste de San Juan Bautista) |

| 190           | 20 | 21 | 23 | 23 | 24 | 23 | 19 | 19 | 18 | 16 | 17 | 16 |
| (Fuente: INE) |    |    |    |    |    |    |    |    |    |    |    |    |

## Administración y política
Depende del Ayuntamiento de Santiuste de San Juan Bautista, pero cuenta con su propia alcaldía con cierto grado de autogestión al ser una entidad local menor desde 1978.
| Periodo   | Nombre                   | Partido |
| --------- | ------------------------ | ------- |
| 1991-1995 | Juan Vidal Sanz López    | PP      |
| 1995-1999 | Juan Vidal Sanz López    | PP      |
| 1999-2003 | José Miguel Galán López  | PP      |
| 2003-2007 | Juan Antonio Galán López | PP      |
| 2007-2011 | Ana María Díez Olandía   | PP      |
| 2011-2015 | Ana María Díez Olandía   | PP      |
| 2015-2019 | Ana María Díez Olandía   | PP      |
| 2019-2023 | Ana María Díez Olandía   | PP      |
| 2023-act. | Ana María Díez Olandía   | PP      |

### Organización municipal
Como Entidad Local Menor, dispone de una Junta Vecinal regulada por la Ley de Régimen Local de 1998 de Castilla y León. Al frente de esta Junta Vecinal hay un alcalde pedáneo, elegido democráticamente por los bernuyenses. Este alcalde pedáneo nombra a un miembro de la Junta Vecinal, que se completa con el candidato de la segunda lista más votada.

## Cultura

### Patrimonio
- Potro de herrar;
- Iglesia parroquial románica de San Vicente Mártir.[4]

### Fiestas
- Conversión de San Pablo, 25 de enero;
- San Antonio, 13 de junio, pero se festeja unos días después;
- Fiestas de verano, celebradas desde hace 25 años, en torno al 20 de agosto.[7]